# 25019 Walentosky
25019 Walentosky è un asteroide della fascia principale. Scoperto nel 1998, presenta un'orbita caratterizzata da un semiasse maggiore pari a 2,2766443 UA e da un'eccentricità di 0,1769886, inclinata di 4,36457° rispetto all'eclittica.